# Youma Diakite
Youma Diakite (1 de mayo de 1971) conocida simplemente como Youma, es una modelo, actriz y cantante maliense, principalmente activa en Italia. Es conocida internacionalmente como "la otra Naomi", por su parecido con la supermodelo británica Naomi Campbell.

## Carrera
Nacida en Malí y criada en París, Diakite se hizo mundialmente conocida a los 18 años cuando fue elegida por el Grupo Benetton como portavoz de una campaña publicitaria. Radicada en Italia en 1998, Diakite fue modelo de pasarela para estilistas notables, entre los que se encontraban Armani, Versace y Dolce & Gabbana.
Diakite apareció en varios programas de variedades de televisión y participó en el programa de telerrealidad Ballando con le Stelle (versión italiana de Bailando con las estrellas) de Rai Uno y en el reality L'isola dei famosi (versión italiana de Celebrity Survivor) de Canale 5. También registró una aparición en la película John Wick: Chapter 2, una cinta de acción dirigida por Chad Stahelski en 2017.

## Filmografía

### Cine y televisión
- 2019- Wonderwell
- 2017 - John Wick: Chapter 2
- 2016 - Teen Star Academy
- 2011 - Caccia al re - La narcotici
- 2007 - Oliviero Rising
- 2006 - L'ispettore Coliandro
- 2004 - Ocean's Twelve
- 2004 - Fratella e sorello
- 2002 - Casomai
- 2001 - E adesso sesso